# Eupithecia mediopunctata
Eupithecia mediopunctata är en fjärilsart som beskrevs av Karl Dietze 1913. Eupithecia mediopunctata ingår i släktet Eupithecia och familjen mätare. Inga underarter finns listade i Catalogue of Life.